# Симфонический оркестр Франкфуртского радио
Симфонический оркестр Франкфуртского радио (нем. Radio-Sinfonie-Orchester Frankfurt), Симфонический оркестр Гессенского радио (нем. hr-Sinfonieorchester), до 1951 г. нем. Frankfurter Rundfunk-Symphonie-Orchester, до 1971 г. нем. Sinfonie-Orchester des Hessischen Rundfunks — немецкий симфонический оркестр, базирующийся во Франкфурте-на-Майне.
Оркестр фактически был основан в 1924 г., вместе с основанием самого Франкфуртского радио. Коллективом руководил Райнхольд Мертен, среди музыкантов, тесно сотрудничавших с оркестром, был Пауль Хиндемит — в частности, специально для трансляции по франкфуртскому радио он написал «Три анекдота для радио» (нем. 3 Anekdoten für Radio). В 1927 г. оркестранты приняли активное участие в состоявшемся во Франкфурте Пятом фестивале «Всемирные дни музыки». Формально, однако, оркестр был учреждён только в 1929 г. как «Симфонический оркестр Франкфуртского радио» (Frankfurter Rundfunk-Symphonie-Orchester), его возглавил Ханс Росбауд, а Мертен стал вторым дирижёром.
Под руководством Росбауда продолжился курс оркестра на сотрудничество с новейшими композиторами: в репертуаре появлялись произведения Арнольда Шёнберга, Эдгара Вареза, Белы Бартока, как дирижёр выступал Антон Веберн. По мере упрочения нацистского режима этот курс был постепенно свёрнут, а Росбауда в 1937 г. заменил Отто Фрикхёффер.
После того, как 20 марта 1944 года здание франкфуртского радио было разбомблено, оркестр на некоторое время переместился в Бад-Наухайм, откуда ещё транслировались концерты до марта 1945 года — и оттуда же они были возобновлены в сентябре 1945 года. Некоторое время новый коллектив выступал как Симфонический оркестр Верхнего Гессена (нем. Oberhessische Symphonie-Orchester), и уже в 1946 г. постепенно восстановилась его работа во Франкфурте. В 1949 г. важной вехой в истории оркестра стало первое в Германии исполнение скрипичного концерта Шёнберга (солист Тибор Варга, дирижировал Винфрид Циллиг). В 1950-е гг. с оркестром выступали как дирижёры Бруно Мадерна, Эрнст Кшенек, Леопольд Стоковский; Ханс Вернер Хенце дирижировал своим балетом «Ундина», а 8 апреля 1960 г. за пульт оркестра встал Пауль Хиндемит.
Среди заметных событий в последующей истории оркестра — восточноевропейские гастроли 1965 года, запись Реквиема Дьёрдя Лигети под руководством Михаэля Гилена (1968, премия «Grand Prix du Disque»), масштабные концерты и записи симфоний Антона Брукнера и Густава Малера Элиаху Инбалом, программа «Artist in Residence», начавшаяся в 1994 г. с десяти концертов Пинхаса Цукермана, и др. В марте 2020 года в связи с пандемией COVID-19 оркестр, отменив публичные концерты, перешёл к выступлениям в пустом зале, транслируемым в Интернет.
С 2015 г. в Германии закрепилось название Симфонический оркестр Гессенского радио (нем. hr-Sinfonieorchester, hr = Hessischer Rundfunk), в то время как в англоязычном мире оркестр по-прежнему идентифицируется как Симфонический оркестр Франкфуртского радио, англ. Frankfurt Radio Symphony. Оба названия отражены в официальном логотипе оркестра (см. иллюстрацию).

## Руководители
- 1924—1929 Райнхольд Мертен
- 1929—1937 Ханс Росбауд
- 1937—1945 Отто Фрикхёффер
- 1946—1953 Курт Шрёдер
- 1955—1961 Отто Мацерат
- 1961—1974 Дин Диксон
- 1974—1990 Элиаху Инбал
- 1990—1997 Дмитрий Китаенко
- 1997—2006 Хью Вольф
- 2006—2013 Пааво Ярви
- 2014—2021 Андрес Ороско-Эстрада
- с 2021 Ален Альтеноглу[2]